# Paraza
Paraza es una localidad  y comuna francesa, situada en el departamento del Aude en la región administrativa de Languedoc-Rosellón.
Sus habitantes reciben el gentilicio en francés Parazanais.

## Demografía
| 435 | 440 | 410 | 383 | 401 | 390 |
| Para los censos de 1962 a 1999 la población legal corresponde a la población sin duplicidades (Fuente: INSEE [Consultar]) |     |     |     |     |     |

## Personalidades vinculadas con la comuna
- Pierre-Paul Riquet, residió en la comuna durante 6 años.